# Aïvars Gipslis
Aïvars Gipslis est un joueur d'échecs letton puis soviétique né le 8 février 1937 et mort le 13 avril 2000. Huit fois champion de Lettonie, il reçut le titre de grand maître international en 1967 et fut également grand maître du jeu d'échecs par correspondance.

## Biographie et carrière

### Champion de Lettonie (1952 – 1966)
Gipslis naquit en 1937 à Riga, trois mois après le futur champion du monde letton Mikhaïl Tal. En 1952, 1956 et 1966, il remporta le championnat du club « Daugava » à Riga. Par la suite, il remporta le championnat de Lettonie à huit reprises : en 1955 devant Tal, en 1956, 1957, 1960, 1961, 1963, 1964 et 1966. Dans ce championnat, il termina deuxième en 1954, derrière Tal ; deuxième en 1958 (ex æquo avec Zilber lors du tournoi, il perdit le match de départage) et en 1965. En 1957, Gipslis finit quatrième-cinquième de sa demi-finale du championnat d'URSS 1958, et grâce à ce résultat, il participa à sa première finale du championnat d'URSS en janvier 1958 où il finit quinzième.
En 1957 à Reykjavik et en 1958 aux Sables d'or (Bulgarie), Gipslis remporta l'olympiade universitaire avec l'équipe d'échecs soviétique. En 1959, l'équipe soviétique ne termina que deuxième à l'olympiade universitaire de Budapest.
En novembre 1961, après avoir terminé deuxième de sa demi-finale, Gipslis finit huitième du championnat d'URSS, ex æquo avec Kéres, Smyslov et Kholmov (le tournoi fut remporté par Spassky). Gipslis remporta le championnat de Riga 1962, puis, l'année suivante, en 1963, le tournoi de Bad Liebenstein, ex æquo avec Polougaïevski et sa demi-finale du championnat d'URSS (devant Spassky) à Alma Ata. Il finit neuvième du championnat d'URSS en décembre 1963. En 1964, il remporta le tournoi de Pécs
En 1966, Gipslis remporta sa demi-finale du championnat d'URSS à Krasnodar, et lors de la finale, organisée à Tbilissi de décembre 1966 à février 1967, il termina troisième-cinquième, ex æquo avec Kortchnoï et Taïmanov. La finale du championnat d'URSS 1966-1967 était un tournoi zonal qui qualifiait quatre joueurs pour le tournoi interzonal de 1967. Le mini-tournoi de départage, disputé au début de 1967, se termina par l'égalité entre les trois joueurs et Taïmanov fut éliminé à cause de son moins bon départage Sonneborn-Berger ; Gipslis et Kortchnoï étaient qualifiés pour le tournoi interzonal organisé à Sousse pendant l'automne.

### Grand maître international (1967 – 2000)
En mai-juin 1967, Gipslis termina deuxième, ex æquo avec Vassily Smyslov et Mikhaïl Tal, du très fort tournoi international de Moscou remporté par Stein. Ils devançaient les prétendants au championnat du monde : Bronstein, Portisch, Spassky, Geller, Kéres, Najdorf, Petrossian, Gheorghiu, Gligoric et Filip.
En octobre-novembre 1967, Gipslis participa au tournoi interzonal de Sousse. En Tunisie, il termina seulement treizième ex æquo et fut éliminé du cycle du championnat du monde. À la fin de l'année, la fédération internationale des échecs lui décerna le titre de grand maître international.
Lors du championnat d'URSS d'octobre 1969 qui était un tournoi zonal, Gipslis finit seulement dixième et fut éliminé du cycle du championnat du monde. L'année suivante, en 1970, il remplaça Tal qui avait été opéré l'année précédente, lors du championnat d'URSS disputé à Riga, et finit cinquième ex æquo avec Karpov et Savone.
Dans les années 1970 et 1980, Gipslis remporta les tournois de Vrnjacka Banja 1975, Hradec Králové 1977-1978, 1979-1980, Calcutta 1979, Vichy 1980 ainsi que les tournois de Tallinn (mémorial Kéres) en 1976 et 1980. En 1987, il termina premier du tournoi de Jurmala, ex æquo avec Tal, Razouvaïev et Psakhis. En 1977, il finit deuxième derrière Bronstein du tournoi international de Budapest et troisième du tournoi de Tallinn remporté par Tal. En 1981, il finit deuxième derrière Tal du mémorial Kéres, ex æquo avec Bronstein.
Gipslis mourut en 2000 à Berlin.

## La variante Gipslis
Son nom a été donné à une variante de la défense sicilienne commençant par les coups : 1.e4 c5 2.Cf3 e6 3.d4 cxd4 4.Cxd4 a6 5.Fd3 Cf6 6.O-O d6 7.c4 g6.